# Tertre
Tertre is een dorp in de Belgische provincie Henegouwen en een deelgemeente van de Waalse stad Saint-Ghislain. Tertre was een zelfstandige gemeente tot aan de gemeentelijke herindeling van 1977.

## Geschiedenis
In 1782 kreeg Tertre een eigen parochie. Het dorp behoorde bestuurlijk tot de gemeente Baudour, tot het in 1883 werd afgesplitst als zelfstandige gemeente.

## Bezienswaardigheden
- De Sint-Christoffelkerk (Église Saint-Christophe) is een neogotisch kerkgebouw van 1852 dat een aan dezelfde heilige gewijde kapel verving.
- Het Château Escoyez werd in 1904 gebouwd en was eigendom van de familie Escoyez die ook een bedrijf in vuurvaste steen had en een burgemeester leverde. Later werd het een gemeentehuis.

## Natuur en landschap
Tertre ligt in een industriële omgeving. In het noorden loopt het Kanaal Nimy-Blaton-Péronnes. In het zuiden ligt het Réserve naturel des Marionville. De hoogte aan de kerk bedraagt 28 meter.

## Economie
Te Tertre werd vuurvaste steen geproduceerd. In 1834, in 1842 en in 1922 werden bedrijven hiertoe opgericht. De een na de ander sloot in respectievelijk 1945 en 2017. Een derde onderneming ging over op de productie van stenen voor de bouw.
In 1927 werd begonnen met onderzoek naar steenkool en in 1937 begon de winning ervan. Men produceerde vette kolen voor industriële toepassingen. In 1953 vond een ernstig ongeval plaats waarbij twaalf mijnwerkers omkwamen. In 1971 sloot de mijn.
Er stonden twee grote cokesfabrieken, beide gesticht in 1928. De SA Carbochimique vervaardigde ook stikstofkunstmest op basis van cokesovengas, later op basis van aardgas. In 2007 kwam dit bedrijf aan Yara. De SA Carbonisation Centrale groeide uit tot de grootste cokesfabriek van België. In 1997 sloot dit bedrijf.
Er ontstond echter een belangrijk industriegebied met diverse chemische fabrieken.

## Demografische ontwikkeling
- Bronnen:NIS, Opm:1831 tot en met 1970=volkstellingen

## Nabijgelegen kernen
Saint-Ghislain, Quaregnon-Rivage, Douvrain, Baudour, Hautrage-État